# Vendargues
Vendargues là một commune thuộc tỉnh Hérault trong vùng Occitanie ở phía nam nước Pháp.